# Politica copilului unic
Politica copilului unic (în chineză tradițională: 計劃生育政策; chineză simplificată: 计划生育政策; pinyin: jìhuà shēngyù zhèngcèl) este una din cele două politici de control al nașterilor adoptate de guvernul Republicii Populare Chineze, cealaltă fiind politica wan, xi, shao (în limba română: mai târziu, mai de durată, mai puțin). Această politică prevede limitarea la un singur copil per familie, aplicând penalizări materiale familiilor cu mai mult de un copil, cu anumite excepții.

## Istoric
Încă din anii 1950 guvernul Chinei a încurajat prin campanii un număr redus de copii per familie.
Introducerea politicii copilului unic a avut loc în 1978, aplicându-se nașterilor din 1979 și de mai târziu.
În 1987 politica a fost ajustată pentru a permite oficialităților locale îngăduirea excepțiilor în caz de "dificultăți practice".
În urma cutremurului din provincia Sichuan din anul 2008, autoritățile provinciei Sichuan au permis părinților care și-au pierdut unicul copil să aibă încă un copil, fie prin reproducere, fie prin adopție.
În mai 2008 autoritățile chineze au anunțat că guvernul nu va renunța la această politică pentru cel puțin încă un deceniu.
În octombrie 2015 autoritățile chineze au anunțat că renunță la politica copilului unic.

## Aplicare
Părinții care concep un copil în afara acestei politici sunt penalizați cu o amendă și li se pot interzice sporurile de la locul de muncă. Politica este aplicată localizat la nivel de provincie, variind într-o anumită măsură. Copiii chinezi născuți în afara Chinei nu intră sub jurisdicția politicii dacă nu au cetățenie chineză.